# Un uomo chiamato Dakota
Un uomo chiamato Dakota ist ein 1972 entstandener, im deutschen Sprachraum nicht veröffentlichter, billig produzierter Italowestern, bei dem Mario Sabatini Regie führte. Er erhielt durchweg schlechte Kritiken.

## Handlung
Nach Beendigung des Amerikanischen Bürgerkrieges durchziehen marodierende Banden den Westen, verwüsten Städte und überfallen Reisende. Der ehemalige Yankee-Offizier Dakota stößt auf die Überreste eines Postkutschenüberfalls. Ein verwundetes Mädchen, das überlebt hat, bringt er zu einem Arzt in eine Stadt, dessen Sheriff Scott gegen die Banden vorgehen möchte – er stellt eine Gruppe von Leuten zusammen, die auf die Suche nach den Gesetzlosen gehen sollen. Dakota schließt sich dem Trupp an.
Bei einem Überfall von Banditen werden alle Leute des Sheriffs aufgerieben; nur Dakota kann sich retten und findet heraus, dass Deputy John Lead der Kopf hinter den Banditen ist. Auf der Suche nach Beweisen verlässt Dakota die Stadt, in der Lead nun gewaltsam gegen seine Gegner vorgeht. Außerdem zwingt er die Tochter des Sheriffs, sich ihm zu versprechen. Als Dakota zurückkehrt, kann er die Hochzeit verhindern und den Deputy den Händen eines Staatsagenten übergeben.

## Kritik
Der Film sei ein „billiger Western, der die üblichen Situationen ohne eigenen Stil und ohne Kraft verwendet“, urteilten die Segnalazioni Cinematografiche.

## Bemerkungen
Der Film wurde nur in sehr begrenzter Kopienanzahl regional gezeigt.